# City of Armadale
City of Armadale is een Local Government Area (LGA) in Australië in de staat West-Australië in de agglomeratie van Perth. City of Armadale telde 94.184 inwoners in 2021. De hoofdplaats is Armadale.

## Buitenwijken
De volgende buitenwijken (suburbs) van Perth maken deel uit van City of Armadale:
- Armadale
- Bedfordale
- Brookdale
- Champion Lakes
- Forrestdale
- Karragullen
- Kelmscott
- Mount Nasura
- Mount Richon
- Roleystone
- Seville Grove
- Westfield
- Wungong